# Mariano Alameda
Mariano Alameda Hernando (Madrid, 2 de junio de 1972) es un actor español. 
Cursó estudios en la Facultad de Ciencias de la Información de la Universidad Complutense de Madrid, donde conoció a Alejandro Amenábar, quien le animó a ser actor.

## Biografía
Tras participar en varios cortos y trabajar durante unos meses en la serie Hostal Royal Manzanares, junto a Lina Morgan, Fernando Delgado y María José Alfonso, Mariano Alameda pasó a ser uno de los protagonistas de la serie juvenil Al salir de clase en 1997, en la que durante 837 capítulos y tres años interpretó a Íñigo. 
En 2000 abandonó la serie para dedicarse al teatro. Sus compañeros Sergio Villoldo, Daniel Huarte y Rodolfo Sancho le acompañaron. Juntos representaron Caos, una obra que denunciaba la política social de Margaret Thatcher. En ella Mariano interpretó a un pintor okupa y filósofo colocado con LSD que con sus amigos esperaba la llegada de la mandataria para asesinarla. Ese mismo año dobló junto a Javier Cámara la película de animación Dinosaurio, entrando así en el mundo del doblaje.
En 2002 participó en la telenovela La verdad de Laura. Durante la promoción de esta, declaró que «si un actor está bien en un culebrón, que es el género con más cosas en contra, está bien en cualquier trabajo».  Ese mismo año consiguió un papel del largometraje estadounidense Welcome to Ibiza y debutó en la realización de cortometrajes con, Dos, corto protagonizado por Sergio Villoldo y Daniel Huarte que versaba sobre el problema de la identidad . Completó el año representando en los escenarios Sueños de amor efímero donde interpretó dos personajes: un guardia jurado enamorado de una prostituta, y un músico vagabundo solitario y borrachín, necesitado de amor.
En 2003 se sumó al elenco de la comedia musical Paco y Veva, donde dio vida a un abogado. Hugo Silva, Elena Ballesteros, Beatriz Carvajal, Miguel Rellán y Jorge Monje fueron sus compañeros.
En 2004 Verónica Forqué le reclutó para su adaptación de El sueño de una noche de verano (de William Shakespeare), donde dio vida a Lisandro. Alameda pasó ese mismo año del teatro clásico al vanguardista con Kyrie, el nuevo europeo. Elena Arnao se fijó en él y sugirió incorporarle al reparto de Aquí no hay quien viva, donde encarnó a Diego, un bisexual que entablaba una relación con un periodista llamado Mauri (Luis Merlo) y que concluiría cuando inició un romance con Abel (Alberto Maneiro), el niñero que este contrató para cuidar de su hijo.
A principios de 2004 Mariano interpretó el papel de Dorian Gray, compartiendo el personaje con su "cover" Alejandro Navamuel, en una adaptación llevada a cabo por Fernando Savater sobre la obra de Oscar Wilde. En plena representación de Dorian Gray, Mariano Alameda accedió a interpretar por un día un texto de Savater titulado Criaturas del cielo, en la que se propone una reflexión sobre la evolución de la humanidad.
A mediados de ese año, Mariano Alameda abandona Aquí no hay quien viva coincidiendo con el regreso de Adrià Collado, y con el inicio del rodaje de la película La noche de los girasoles. En ella interpretaba a un espeleólogo que investigaba el misterioso descubrimiento de una cueva -que podría revalorizar el turismo de la zona-, y que se ve implicado en el asesinato de un hombre inocente; crimen que se intenta que nunca salga a la luz. Al director, Jorge Sánchez-Cabezudo, se le ocurrió la historia, basándose en una historia que Mariano Alameda le contó que le había ocurrido en la cueva del Reguerillo en Patones. 
En septiembre participó en una representación de Don Juan Tenorio en Alcalá de Henares y que fue retransmitida por la televisión pública, en la que se hizo cargo del papel principal.
En 2006 el actor fundó el Centro de Meditación Nagual, un espacio de autoconocimiento, yoga y evolución humana en general. Sergio Villoldo se unió al proyecto. Pocos meses después preparaba los ensayos de la obra De repente, el último verano, de Tennessee Williams, estrenada por la compañía del Centro Dramático Nacional dirigida por José Luis Saiz. En ella interpretó al Doctor Cukrowicz, un médico que efectúa una moderna y arriesgada operación a los enfermos de esquizofrenia. A lo largo de la función su personaje quedaba al servicio de una dama (Violeta Venable, Susi Sánchez) que le ofrece una cuantiosa inversión a cambio de que declare loca a su sobrina (Catalina Holly, Olivia Molina). Finalmente el doctor se niega a ello al comprender que Violeta solamente procuraba tapar los escándalos de su familia. por lo que renunciará al dinero. En ese año, Alameda participó en un montaje televisivo de La malquerida, según la pieza de Jacinto Benavente, en la cual interpretó a Norberto, un joven al que le atribuyen erróneamente un asesinato por el cual le quieren matar.
Dos meses después de la emisión de la serie, se confirmó la participación de La noche de los girasoles en la sección oficial del Festival de Venecia de 2006. En enero la película fue candidata a tres Goyas: Actor (Walter Vidarte), guion y dirección novel. 
En otoño estrenó la obra de teatro Un pequeño juego sin consecuencias basado en un texto de Jean Dell. Ganadora de cinco premios Molière, la obra gira en torno a una pareja (Bruno y Clara) que fingen su ruptura ante sus amigos para poder averiguar lo que piensan los demás de su relación, adormecida por la rutina. 
En 2007 inició el rodaje La vida en rojo, en la que interpretó a un hombre que toma conciencia de la situación política del país durante el franquismo. Concluido el rodaje, el actor pasó a encabezar el reparto de la serie de Antena 3 C.L.A. No somos ángeles. 
En 2006 fundó el Centro Espiritual Nagual, en Hortaleza (Madrid), y desde 2010 permanece apartado de la interpretación, impartiendo clases de yoga, consultas individuales, formaciones y retiros. Es el creador de la técnica "El árbol del Karma", un proceso evolutivo de autonocimiento y desarrollo personal que lleva desarrollando desde 2007.
A partir de 2021 vuelve al mundo del teatro como dramaturgo y director. 
Es autor del libro "Las enseñanzas del perro Zen" ediciones Kyrie 2022.
Es autor y director  de la obra de teatro "El canto del gorrión", estrenada en el Reina Victoria de Madrid en enero de 2023.

## Filmografía

### Actor
- 2008 - La vida en rojo, como Javier Muñoz.
- 2006 - La noche de los girasoles, como Pedro.
- 2002 - Welcome to Ibiza, como Angelito.
- 1996 - La gotera (cortometraje), como 3.º hombre muerto.

### Director
- 2003 - Dos (cortometraje)
- 2008 - Uno   (cortometraje)

### Doblaje
- 2000 - Dinosaurio (voz de Aladar)

## Televisión

### Actor fijo
La primera vez que Alameda salió en televisión fue en el mítico “Sorpresa, sorpresa” presentado por Isabel Gemio, en donde le llevaron a conocer a Sarah Ferguson, luego se supo que Alameda fue al programa para hacerle el favor a una amiga que era redactora. El joven llamó la atención por su naturalidad ante las cámaras y por sus dotes como comunicador. Al cabo de un tiempo, en el año 1997, apareció en cinco episodios de la serie “Hostal Royal Manzanares”... 
- C.L.A. No somos ángeles (2007) Antena 3
- Aquí no hay quien viva (2004-2005) Antena 3
- Paco y Veva (2004) TVE
- La verdad de Laura (2001-2002) TVE
- Al salir de clase (1997-2000) Telecinco

### Intervenciones esporádicas
- Hostal Royal Manzanares (1996-1997) 5 episodios.
- Todos los hombres sois iguales (1998) 1 episodio.
- Paraíso (2001) 1 episodio.
- ¡Ala... Dina! (2001) 2 episodios.

#### Teatro en TV
Estudio 1
- La malquerida (2006)
- Don Juan de Alcalá (2005) Emitida por la 2 de TVE, desde Alcalá de Henares.

## Teatro
- Bajarse al Moro (2010)
- Un pequeño juego sin consecuencias (2007)
- La Malquerida (2006)
- De repente, el último verano (2006)
- El retrato de Dorian Gray (2005)
- Don Juan en Alcalá (2005)
- Kyrnie, el nuevo europeo (2004)
- El sueño de una noche de verano (2003-2004)
- Sueños de amor efímeros (2002-2003)
- Caos (2000-2002)